# Årgång (Svenska kyrkan)
Svenska kyrkans evangeliebok anger för varje gudstjänstdag vilka bibeltexter som kan läsas i gudstjänsterna. För de flesta gudstjänstdagarna har man valt ut tre grupper av texter för de tre olika läsningarna. Dessa grupper kallas årgångar för att ange hur texter för påföljande dagar hör ihop.
I Svenska kyrkan gäller följande årgångar enligt 2003 års evangeliebok:
1 i advent 2003 - domssöndagen 2004: Andra årgången
1 i advent 2004 - domssöndagen 2005: Tredje årgången
1 i advent 2005 - domssöndagen 2006: Första årgången
1 i advent 2006 - domssöndagen 2007: Andra årgången
1 i advent 2007 - domssöndagen 2008: Tredje årgången
och så vidare.
Eftersom första årgångens texter användes sista året 1983 års evangeliebok gällde börjar denna lista med andra årgången. I nuvarande evangeliebok infördes också ordningen med särskilda serier för Palmsöndagen t o m Påskdagen, en för varje evangelist. De används enligt följande mall:
1 i advent 2003 - domssöndagen 2004: Matteus
1 i advent 2004 - domssöndagen 2005: Markus
1 i advent 2005 - domssöndagen 2006: Lukas
1 i advent 2006 - domssöndagen 2007: Johannes
1 i advent 2007 - domssöndagen 2008: Matteus
och så vidare. Denna lista gäller även för läsningarna ur passionshistorien.
Under 1900-talet kunde årgången beräknas genom att beräkna resten efter division av de två sista siffrorna i årtalet med tre. Exempel: större delen av 1998 gällde andra årgången, då 98 = 3·32 + 2, dvs man får resten 2 när man dividerar 98 med 3. Får man resten 0 räknas det som årgång 3. Ett annat sätt att beräkna detta är att addera 1 till hela årtalet(4 siffror), sedan beräknar man resten efter division med 3 och till sist adderar man 1 till resten. Exempel, året 2005:
2005 + 1 = 2006
2006 / 3 = 668, rest 2
2 + 1 = 3 d.v.s. tredje årgången